# Murr
Murr è un comune tedesco di 6 192 abitanti, situato nel land del Baden-Württemberg.
È attraversato dall'omonimo fiume, dal quale prende il nome.